# Clément Janequin
Clément Janequin (även Jannequin eller Jennequin), född omkring 1485, död 1558, var en fransk tonsättare.
Janequin tjänstgjorde hos olika furstar, bland annat Claude av Guise. Janequin är skaparen av 1500-talets nyare franska chanson a cappella och har skrivit flera hundra sådana, oftast kännetecknade av en rapp "parlando"-ton och benägenhet för tonmålning. Bland dessa märks La guerre (slaget vid Marignano), Le caquet des femmes, La chasse, Le siège de Metz med flera.